# پی‌آی-۱ لئونینگ
پی‌آی-۱ لئونینگ (به انگلیسی: Loening_PA-1) یک هواگرد ملخ‌پیشین تک‌موتوره از نوع هواپیمای جنگنده ساخت شرکت Loening Aeronautical Engineering است. هواگرد پی‌آی-۱ لئونینگ نخستین پروازش را در مارس ۱۹۲۲ میلادی انجام داد. در مجموع، تعداد ۱ فروند از این هواگرد ساخته شده‌است.
طراح این هواگرد، لیروی گرومن، Leon Swirbul, William Schwendler بود.